# Exposição do Mundo Português

Bandeira da Exposição

A Exposição do Mundo Português (23 de Junho de 1940 – 2 de Dezembro de 1940) foi uma exposição realizada em Lisboa em 1940.
Historicamente coincidente com o primeiro ano da Segunda Guerra Mundial, teve o propósito de comemorar a data da Fundação do Estado Português (1140) e da Restauração da Independência (1640), mas, também (e esse seria o objetivo primordial), de celebrar o Estado Novo, então em fase de consolidação. Foi o acontecimento político-cultural mais marcante do Regime e a maior exposição do seu género realizada no país até à Expo 98 (1998).

## História

### Génese

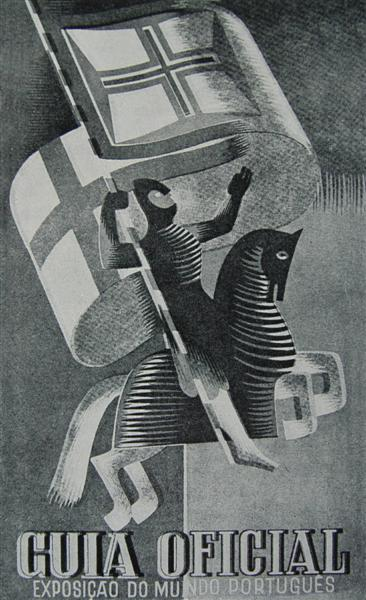
Eduardo Anahory, capa do Guia oficial da Exposição

A ideia de celebrar o Duplo Centenário da Fundação e da Restauração da Nacionalidade (1140 e 1640) que esteve na origem da Exposição do Mundo Português foi lançada em 1929 pelo embaixador de Portugal na Bélgica Alberto de Oliveira; seria assumida em Março de 1938 por Salazar através de uma Nota Oficiosa da Presidência do Conselho onde se fixava, com alguma minúcia, o programa das comemorações. A exposição surgiu na sequência da participação portuguesa nas grandes Exposições Internacionais de Paris (1937), Nova Iorque e S. Francisco (1939).
A mostra teve lugar num período de consolidação do Estado Novo, assumindo então, no que respeita aos recursos materiais e humanos, uma dimensão inédita, tornando-se no acontecimento político-cultural mais marcante do Regime. "O empenho político nas comemorações resulta da compreensão do que estava em jogo: passar ao ato (em forma de comemoração) a consagração pública de uma legitimidade representativa própria, desta feita, eminentemente ideológica e histórica. […] Esforçou-se o Estado Novo por associar os traços mais marcantes do seu nacionalismo — autoritarismo, elitismo, paternalismo, conservadorismo — a um passado mítico legitimador do presente. […] Corolário de uma «política de espírito», lançada na década anterior pelo audacioso diretor do Secretariado de Propaganda Nacional, António Ferro, assiste-se à mais conseguida conciliação da arte com a política no Estado Novo". A opção estética adotada nas comemorações provocou críticas violentas por parte dos artistas académicos, liderados pelo Coronel Arnaldo Ressano Garcia (presidente da Sociedade Nacional de Belas-Artes), e que ficariam maioritariamente à margem do evento.
A comissão nacional foi presidida por Alberto de Oliveira, secretariada por António Ferro, integrando um vasto número de personalidades da vida pública nacional. A comissão executiva foi presidida por Júlio Dantas, tendo como secretário-geral António Ferro. A comissão especial foi dirigida por Augusto de Castro (Comissário-Geral), secundado por Sá e Melo (Comissário-Geral-Adjunto), tendo Cottinelli Telmo como Arquiteto-Chefe. Gustavo de Matos Sequeira encarregou-se da coordenação histórica, José Leitão de Barros dos serviços externos e Gomes de Amorim do ajardinamento dos espaços. Acontecimento nacional, prolongado em congressos, cerimónias e espetáculos vários, a exposição incluiu pavilhões temáticos relacionados com a história de Portugal, suas atividades económicas, cultura, regiões e territórios ultramarinos, e o pavilhão do Brasil (o único país estrangeiro presente).

### A exposição

Exposição do Mundo Português, 1940 – Jardim da Praça do Império; Mosteiro dos Jerónimos; Pavilhão de Honra e de Lisboa (de Luís Cristino da Silva)

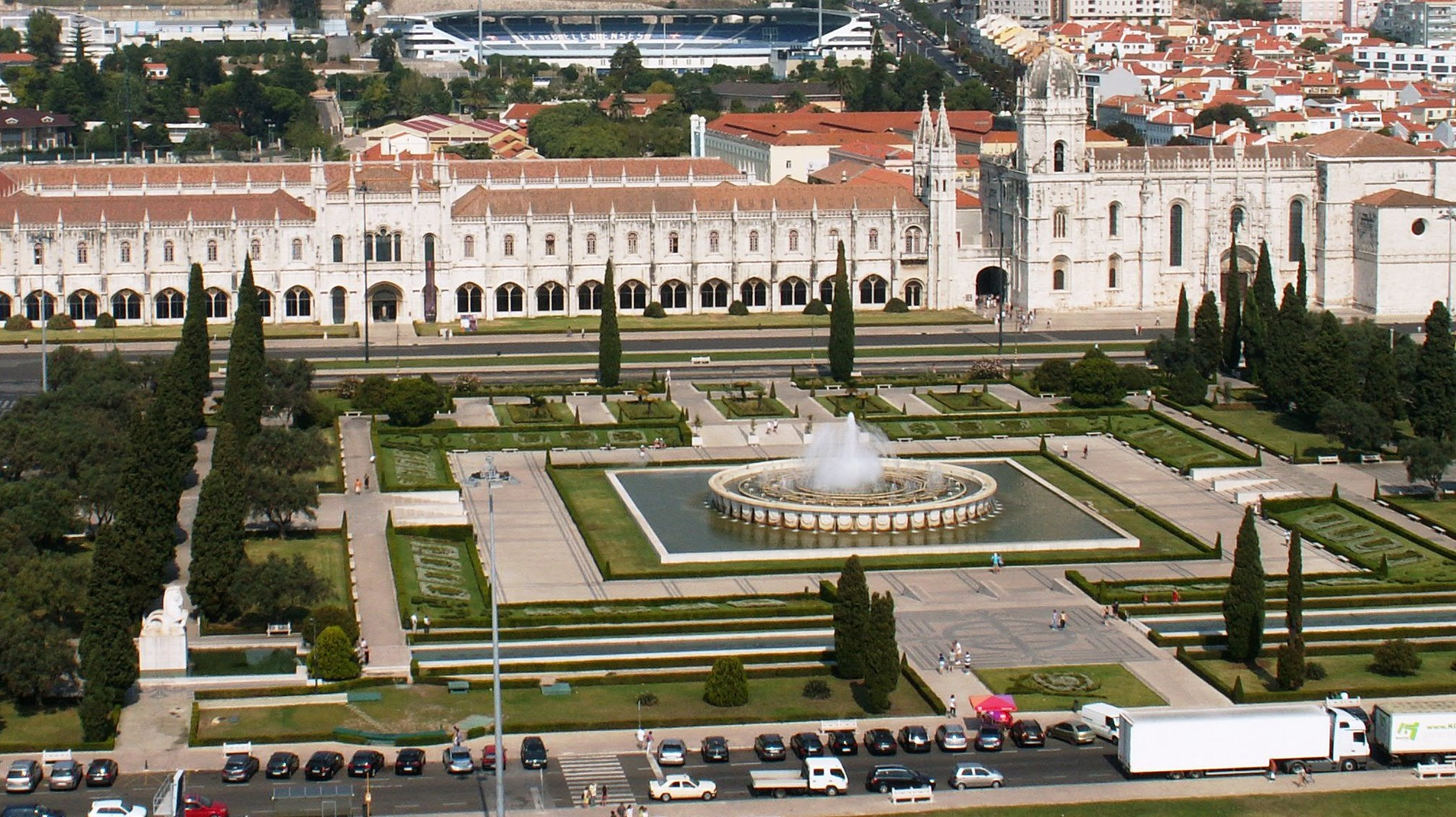
Jardim da Praça do Império, 2011

Situado entre a margem direita do rio Tejo e o Mosteiro dos Jerónimos, o evento ocupou uma área de cerca de 560 mil metros quadrados e implicou a renovação urbana da zona ocidental de Lisboa. O local era particularmente favorável ao efeito teatral desejado, criando-se desde logo uma monumental Praça do Império (atual Jardim da Praça do Império), ladeada a nascente e poente por dois grandes pavilhões longitudinais perpendiculares ao mosteiro quinhentista: o Pavilhão de Honra e de Lisboa (de Luís Cristino da Silva) e, do outro lado, o Pavilhão dos Portugueses no Mundo (do próprio Cottinelli Telmo).
A entrada principal localizava-se na Praça Afonso de Albuquerque, junto ao Mosteiro dos Jerónimos; outras duas entradas, de ambos os lados da linha de caminho de ferro, faziam-se por portas agenciadas entre quatro construções quadrangulares tendo, nas faces principais, baixos-relevos representando guerreiros medievais com grandes escudos. Atravessando a linha férrea através da passarela monumental encontrava-se a Secção Histórica, (Pavilhão da Formação e Conquista; Pavilhão da Independência; Pavilhão dos Descobrimentos; Esfera dos Descobrimentos). Do outro lado, situava-se o Pav. da Fundação, o Pav. do Brasil (país convidado para tal efeito), e o Pav. da Colonização. Atravessando o Bairro Comercial e Industrial, chegava-se perto do Mosteiro dos Jerónimos, à entrada da Secção Colonial. No canto precisamente oposto, um Parque de Atrações fazia a delícia dos mais novos. Descendo em direção ao rio Tejo, e para além do Pavilhão dos Portugueses no Mundo, a Secção de Etnografia Metropolitana, com o seu Centro Regional, contendo representações das Aldeias Portuguesas e os Pavilhões de Arte Popular. Por trás deste último pavilhão, encontrava-se o Jardim dos Poetas e o Parque Infantil. Frente ao rio Tejo, com as suas docas, um Espelho de Água com um restaurante abria o caminho para o Padrão dos Descobrimentos e para a Nau Portugal.
Entre as obras de maior relevo destaque-se o Pavilhão da Honra e de Lisboa, que recebeu as melhores opiniões da crítica. Com 150 metros de comprimento por 19 de altura e uma imponente torre de 50 metros, este pavilhão traduziu o ideal arquitetónico historicista e revivalista que o Estado Novo tentava impor, tal como os outros regimes totalitários europeus então faziam. Do Pavilhão dos Portugueses no Mundo, com um risco mais simples, destacava-se a possante estátua da Soberania, de Leopoldo de Almeida, imagem de uma severa mulher couraçada, segurando a esfera armilar e apoiada num litor legendado com as partes do Mundo, em caracteres góticos.
O Padrão dos Descobrimentos, da autoria de Cottinelli e Leopoldo de Almeida, pretendia ilustrar a importância histórica dos descobrimentos. A estrutura do monumento representava, de modo esquemático, uma embarcação com três velas. Sobre um plano inclinado, ladeando o velame estilizado, duas sequências de figuras, lideradas, à proa, pelo timoneiro de todo o projeto expansionista português: o Infante D. Henrique. O padrão original foi construído em materiais perecíveis; viria a ser reconstruído em betão e cantaria de pedra, em 1960, por ocasião da comemoração dos 500 anos da morte do Infante.
A ideia da Nau Portugal partiu de Leitão de Barros e mostrou ser uma assinalável reconstituição do passado. Embora apelidada de nau, esta embarcação era na realidade a réplica de um galeão da carreira da Índia do século XVII. Foi construída nos estaleiros de Aveiro e saiu a primeira vez com destino a Lisboa em Julho, tombando minutos após a partida; com grandes esforços foi devolvida à posição vertical, acabando mais tarde por ser pilotada até Lisboa por marinheiros ingleses, sob a direção do comandante Spencer.
Grande documentário da civilização cristã, exposição histórica e de afirmação do regime do Estado Novo, "ato de espírito e de arte notavelmente sustentado por uma plêiade de arquitetos, escultores, pintores e decoradores", a Exposição do Mundo Português culminou meia dúzia de anos de afirmação e estratégia política. Com ela se encerrou, de modo sistematizado, o primeiro modernismo nacional, que emergira por volta de 1915, arrastando-se ao longo de uns anos 20 provincianos, um modernismo que seria em parte afirmado, em parte negado, no período áureo da «Política do Espírito» de António Ferro e das suas Exposições de Arte Moderna do S.P.N. O necessário «equilíbrio estético» defendido por Ferro devia materializar-se numa "nova fase de maturidade orientada para valores nacionalistas e folclóricos, com a recuperação ideológica, estilizada ou modernizada, de formas do passado nacional", princípios que marcaram grande parte da produção artística desse período, em particular a estatuária pública e a arquitetura (na arquitetura essa involução viria a gerar o estilo comummente apelidado Português Suave).
A exposição foi inaugurada a 23 de Junho de 1940 (já em plena Segunda Guerra Mundial), pelo Chefe de Estado, Marechal Carmona, pelo Presidente do Conselho, Oliveira Salazar e pelo Ministro das Obras Públicas, Duarte Pacheco. O encerramento ocorreu a 2 de Dezembro desse mesmo ano. A exposição recebeu cerca de três milhões de visitantes, constituindo a mais importante iniciativa cultural do regime (regime este que enfrentaria a sua primeira crise política cinco anos mais tarde, com o fim da guerra e derrota dos regimes totalitários de Hitler e Mussolini). A maioria das edificações da exposição foi demolida ao seu término, restando apenas algumas, entre as quais o Jardim da Praça do Império, o Monumento aos Descobrimentos e o edifício que hoje acolhe o Museu de Arte Popular.[carece de fontes?]

### Pavilhões / Iniciativas
|                                        |  |                                                                     |
| Padrão dos Descobrimentos, 1940 (1960) |  | António Duarte, Grupo de Cavalos Marinhos, Praça do Império, Lisboa |

A estrutura da exposição foi assegurada por um grupo de arquitetos, quase todos de passado modernista, dirigido por Cottinelli Telmo (direção e planificação global; autor do Padrão dos Descobrimentos de parceria com Leopoldo de Almeida e do Pavilhão dos Portugueses no Mundo). Entre os 17 arquitetos que trabalharam no conjunto destaque-se ainda Cristino da Silva, autor do Pavilhão de Honra e de Lisboa, segundo José-Augusto França, "o melhor edifício da exposição – e talvez a melhor obra da maturidade de Cristino da Silva".
Assinalem-se ainda as seguintes participações: Porfírio Pardal Monteiro (Pavilhão dos Descobrimentos); Carlos Ramos (Pavilhão da Colonização); Veloso Reis (Pavilhão da Vida Popular); Jorge Segurado (núcleos das Aldeias Portuguesas); Raul Lino (Pavilhão do Brasil); Rodrigues Lima (3 pavilhões históricos: Pavilhão da Fundação, Pavilhão da Formação e Conquista, Pavilhão da Independência); etc.
Pintura e Escultura:
Ao todo participaram 43 pintores, entre os quais os membros da equipa encarregue dos Pavilhões de Portugal nas Feiras Internacionais de Paris (1937), Nova Iorque e S. Francisco (1939): Fred Kradolfer, Bernardo Marques, Thomaz de Mello, Carlos Botelho, José Rocha, Emmerico Nunes, Paulo Ferreira. E também: Almada Negreiros, Jorge Barradas, Lino António, Martins Barata, Manuel Lapa, Sarah Afonso, Estrela Faria, Clementina Carneiro de Moura, Mily Possoz, etc.
Participaram 24 escultores de onde podem destacar-se Canto da Maia (grupo D. Manuel, Gama e Cabral; baixo-relevo na fachada do Pavilhão de Honra e de Lisboa) e Leopoldo de Almeida (estátua da Soberania; estatuária do Padrão dos Descobrimentos). E também: António da Costa, Barata Feyo, Ruy Gameiro, António Duarte, Martins Correia, João Fragoso, Raul Xavier, etc.
E ainda:
- Nau Portugal (reconstituição por Leitão de Barros, Martins Barata e Quirino da Fonseca).
- De 31 de Janeiro de 1939 a Dezembro de 1940 foi publicada a Revista dos Centenários, que acompanhou a exposição e os acontecimentos com ela articulados ocorridos em todo o país (urbanizações, construção de estradas e pontes, restauros de monumentos, inaugurações de edifícios e estátuas, exposições de arte, congressos, publicações, cortejos, festas diversas).[1]

### Bandeiras
Tiveram em destaque várias bandeiras municipais, para além de terem sido criadas outras exclusivamente para a exposição, com influências diversas, como a bandeira utilizada na Batalha de Almansa, a bandeira regimental napoleónica e ainda as cores da Ordem do Império, numa tentativa de criar uma bandeira colonial representativa de todas as colónias portuguesas.

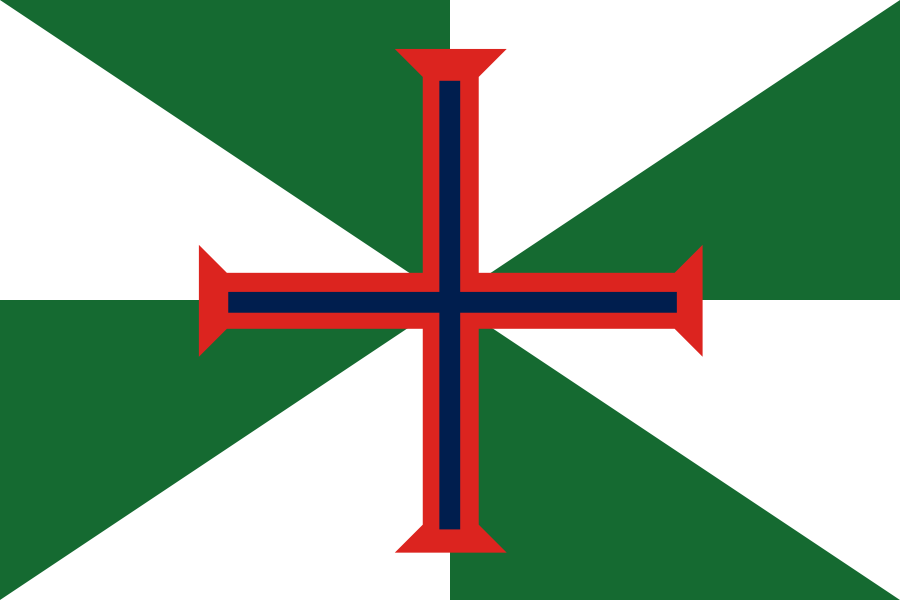
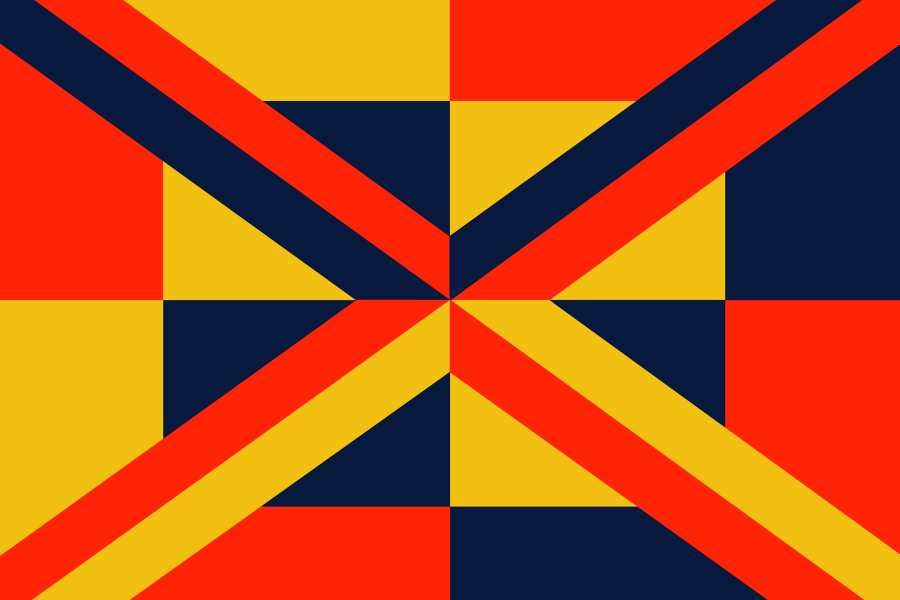
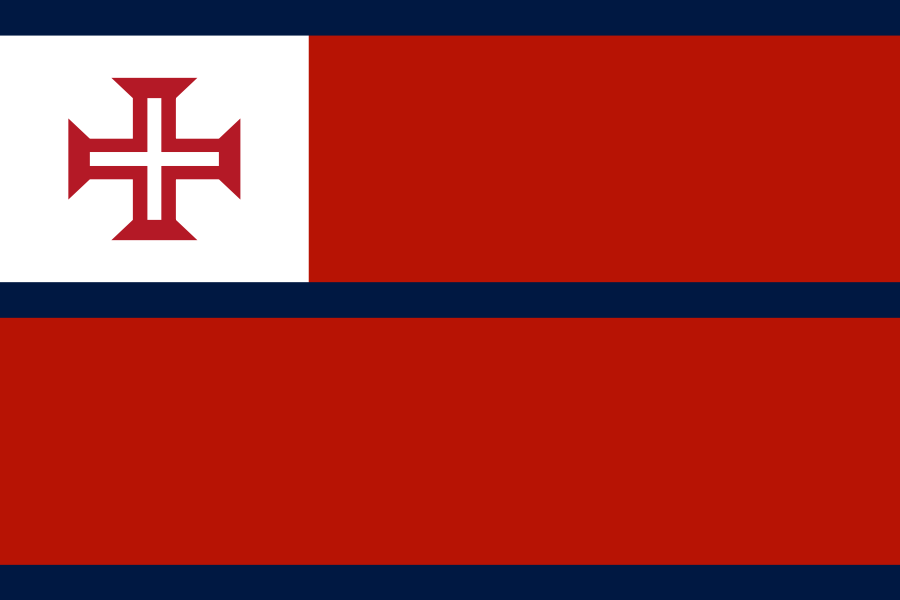
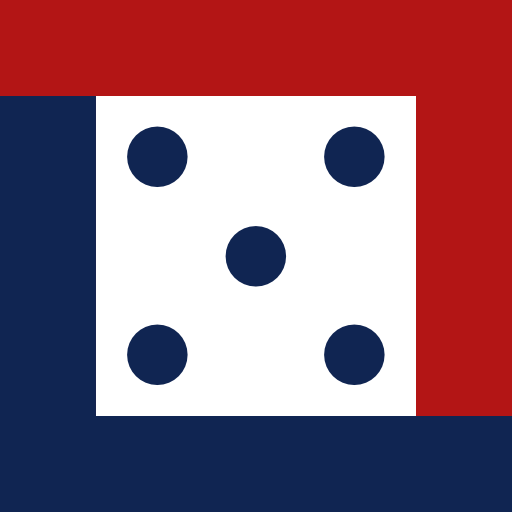